# Aldebarán b
Aldebarán b es un planeta extrasolar gigante gaseoso del tipo Júpiter caliente orbitando la estrella gigante naranja Aldebarán, a 65 años luz. Se detectó  inicialmente en 1998, pero fue considerado dudoso hasta que en 2015 un gigante gaseoso orbitando Aldebaran, compatible con los cálculos originales, fue descubierto a través de la velocidad radial.